# Kenyon Martin
Pour les articles homonymes, voir Martin.
Kenyon Lee Martin, né le 30 décembre 1977 à Saginaw au Michigan, est un joueur américain de basket-ball.
Son fils Kenyon Martin Jr. (né en 2001) est également basketteur professionnel en NBA.

## Biographie
Il est sélectionné en premier choix de la Draft 2000 de la NBA par les Nets du New Jersey. Lors de sa première saison avec les Nets, il tourne à 12,0 points 7,4 rebonds 1,9 passe décisives par match. Son intensité apporte beaucoup à l'équipe, qui, entretemps ont échangé leur meneur de jeu Stephon Marbury pour Jason Kidd.
Associé à Kidd et Richard Jefferson, il atteint à deux reprises les finales 2002 et 2003 sans en avoir gagné une.
En 2004, il est sélectionné au All-Star Game dans l'équipe de l'Est. Durant l'inter-saison, les Nets faisant le ménage dans leur effectif, Martin en fait les frais et est transféré à Denver en échange de trois futurs premier tours de draft.
Martin commence la saison 2005-06 alors qu'il n'est pas complètement remis d'une blessure au genou. Il continue de jouer malgré la douleur mais ses statistiques en pâtissent et il commence à subir les critiques de la presse et des fans.
En 2009-2010, Kenyon retrouve un très bon niveau de jeu pour épauler Chauncey Billups et Carmelo Anthony chez les Nuggets de Denver. Pour 32,7 minutes de temps de jeux par match, il a le temps d'inscrire 11,5 points et capter 9,4 rebonds. Malheureusement, son équipe perd au premier tour des play-offs contre le Jazz de l'Utah.
En septembre 2011, il s'engage avec le club chinois des Xinjiang Flying Tigers pour un contrat d'un an avec une clause de retour en NBA en cas de fin du lock-out.
Le 3 février 2012, il signe avec les Clippers de Los Angeles.
En 2013, Kenyon Martin signe d'ailleurs avec les Knicks de New York pour un contrat de dix jours, qui, après de bonnes performances, est prolongé pour le reste de la saison.
En janvier 2015, il signe un contrat de dix jours chez les Bucks de Milwaukee, puis un second et enfin un contrat jusqu'à la fin de la saison. Mais le 19 février 2015, il est licencié par les Bucks.

## Palmarès
- Finales NBA avec les Nets du New Jersey en 2002 contre les Lakers de Los Angeles, et en 2003 contre les Spurs de San Antonio.
- Champion de la Conférence Est en 2002 et 2003 avec les Nets du New Jersey.
- Champion de la Division Atlantique en 2002, 2003 et 2004 avec les Nets du New Jersey.
- Champion de la Division Nord-Ouest en 2006, 2009 et 2010 avec les Nuggets de Denver.
- Champion de la Division Atlantique en 2013 avec les Knicks de New York.
- 1 x sélectionné au NBA All-Star Game : 2004.

## Records sur une rencontre en NBA
Les records personnels de Kenyon Martin en NBA sont les suivants, :
| Type de statistique        | Saison régulière | Saison régulière                | Saison régulière | Playoffs | Playoffs                        | Playoffs      |
| Type de statistique        | Record           | Adversaire                      | Date             | Record   | Adversaire                      | Date          |
| -------------------------- | ---------------- | ------------------------------- | ---------------- | -------- | ------------------------------- | ------------- |
| Points                     | 35               | SuperSonics de Seattle          | 3 février 2003   | 36       | @ Knicks de New York            | 25 avril 2004 |
| Paniers marqués            | 14               | Mavericks de Dallas             | 10 février 2006  | 15       | Lakers de Los Angeles           | 12 juin 2002  |
| Paniers tentés             | 26               | @ Bulls de Chicago              | 9 novembre 2002  | 28       | Lakers de Los Angeles           | 12 juin 2002  |
| Paniers à 3 points réussis | 2                | 7 fois                          | 7 fois           | 1        | 4 fois                          | 4 fois        |
| Paniers à 3 points tentés  | 4                | Bucks de Milwaukee              | 31 janvier 2002  | 3        | @ Lakers de Los Angeles         | 5 juin 2002   |
| Lancers francs réussis     | 12               | @ Celtics de Boston             | 18 mars 2003     | 10       | 3 fois                          | 3 fois        |
| Lancers francs tentés      | 17               | @ 76ers de Philadelphie         | 14 décembre 2004 | 14       | @ Bucks de Milwaukee            | 26 avril 2003 |
| Rebonds offensifs          | 9                | Pacers de l'Indiana             | 18 novembre 2000 | 7        | @ Bucks de Milwaukee            | 1er mai 2003  |
| Rebonds défensifs          | 18               | @ Lakers de Los Angeles         | 7 mars 2004      | 14       | 2 fois                          | 2 fois        |
| Rebonds totaux             | 21               | 2 fois                          | 2 fois           | 16       | Knicks de New York              | 20 avril 2004 |
| Passes décisives           | 11               | Bucks de Milwaukee              | 5 mars 2001      | 6        | Pelicans de La Nouvelle-Orléans | 22 avril 2009 |
| Interceptions              | 7                | Suns de Phoenix                 | 15 janvier 2009  | 4        | 4 fois                          | 4 fois        |
| Contres                    | 7                | Spurs de San Antonio            | 3 janvier 2008   | 4        | 2 fois                          | 2 fois        |
| Balles perdues             | 8                | 2 fois                          | 2 fois           | 8        | Spurs de San Antonio            | 13 juin 2003  |
| Minutes jouées             | 47               | Pelicans de La Nouvelle-Orléans | 23 janvier 2010  | 56       | Pacers de l'Indiana             | 2 mai 2002    |

- Double-double : 154 (dont 20 en playoffs)
- Triple-double : 1

## Salaires
| Année       | Équipe      | Salaire       |
| ----------- | ----------- | ------------- |
| 2000-2001   | Nets        | 3 536 640 $   |
| 2001-2002   | Nets        | 3 801 960 $   |
| 2002-2003   | Nets        | 4 067 160 $   |
| 2003-2004   | Nets        | 5 128 689 $   |
| 2004-2005   | Nuggets     | 9 454 546 $   |
| 2005-2006   | Nuggets     | 10 636 364 $  |
| 2006-2007   | Nuggets     | 12 068 182 $  |
| 2007-2008   | Nuggets     | 13 250 000 $  |
| 2008-2009   | Nuggets     | 14 431 816 $  |
| 2009-2010   | Nuggets     | 15 363 636 $  |
| 2010-2011   | Nuggets     | 16 545 454 $  |
| 2011-2012*  | Clippers    | 2 500 000 $   |
| 2012-2013   | Knicks      | 437 470 $     |
| 2013-2014   | Knicks      | 1 399 507 $   |
| Total Gains | Total Gains | 112 621 424 $ |

Note : * En 2011, le salaire moyen d'un joueur évoluant en NBA est de 5 150 000 $.